# Ultraviolettfotografie
Die Ultraviolettfotografie, auch UV-Fotografie genannt, bezeichnet die Erstellung von Fotografien mittels Ultraviolettstrahlung.

## Einsatzgebiete
Mit Hilfe der Ultraviolettfotografie werden Materialeigenschaften und Strahlungsspektren untersucht.
Eines der wichtigsten Einsatzgebiete ist die Untersuchung von Gemälden mit UV-Licht (UV-Fluoreszenz). Dabei werden spätere Übermalungen erkennbar gemacht – auch nachträglich aufgesetzte Signaturen, die auf eine unwahre Zuschreibung an einen Künstler in betrügerischer Absicht hinweisen können. Die Ergebnisse der UV-Licht-Untersuchung werden fotografisch dokumentiert.
Ähnlich funktioniert die Untersuchung mit Infrarotlicht. Diese langwelligere Strahlung dringt tiefer durch die dünnen Malschichten eines Gemäldes ein. Dadurch kann die Infrarot-Reflektografie unter der Oberfläche liegende Vorzeichnungen oder übermalte Partien zum Vorschein bringen. Denn jedes Farbmittel in den tieferen Schichten absorbiert und reflektiert das Licht unterschiedlich, je nach chemischer Zusammensetzung.

## Technik
Für die Ultraviolettfotografie können die aus der Fotografie mit sichtbarem Licht bekannten Filme verwendet werden. Die dabei eingesetzten Objektive können jedoch nicht verwendet werden, da deren Linsen die Ultraviolettstrahlung absorbieren. Daher müssen Materialien zum Einsatz kommen, die für UV-Strahlung durchlässig sind.